# زين العراق
زين العراق هي إحدى شركات مجموعة زين العاملة في خدمات الاتصالات والبيانات المتنقلة في منطقة الشرق الأوسط وشمال أفريقيا. تأسست في عام 2007 ويقع الفرع الرئيسي في جانب الرصافة من بغداد.
تصل نسبة الوعي بالنسبة للعلامة التجارية إلى 97% من مجموع سكان العراق، حيث تبني الشركة إستراتيجيتها حول فهم رغبة المستهلك وجعله محور أي خدمة أو فكرة تطرحها في السوق. وتحرص زين العراق على تقديم أفضل الخدمات وأكثرها تطوراً حتى يحقق المشترك ما يطمح إليه أينما كان. بذلك، فإن المشتركين هم الدافع الأهم خلف نجاح الشركة وتبقى معايير الخدمة المميزة المحرك الأساسي لتقديم أحدث التقنيات في قطاع الاتصالات والمعلومات.
أما رؤية زين العراق، فترتكز على الشراكة مع الجيل الشاب ليحصل على كافة المنتجات والخدمات التي يحتاجها في تطوير حياته عبر التواصل مع العالم.